# 2005年度四台聯頒音樂大獎得獎名單
2005年度四台聯頒音樂大獎

## 卓越表現大獎
- 地點：新城勁爆頒獎禮
- 金獎：薛凱琪
- 銀獎：劉浩龍
- 銅獎：王菀之

## 大碟大獎
- 地點：叱吒樂壇流行榜
- 大碟：《U87》
- 歌手：陳奕迅
- 監製：Alvin Leong／陳奕迅

## 歌曲大獎
- 地點：無線十大勁歌金曲頒獎典禮
- 歌曲：《天才與白痴》
- 歌手：古巨基
- 作曲：張佳添/鄭汝森@宇宙大爆炸
- 作詞：林夕

## 傳媒大獎
- 地點：第二十八屆十大中文金曲頒獎音樂會
- 歌手：陳奕迅
- 作詞人：林夕
- 作曲人：Eric Kwok